# Musée du Rouergue
Le musée du Rouergue est un musée français éclaté sur le département de l’Aveyron, en région Occitanie. 
Il s’agit d’une entité historique créé en 1978 à la suite d’une charte culturelle passée entre l’État et le département de l’Aveyron et dont le but est de collecter, préserver, étudier et valoriser le patrimoine populaire et identitaire du Rouergue.

## Un musée éclaté
Le musée du Rouergue au singulier regroupe et fédère une douzaine de musées dispersés sur tout le territoire du département de l’Aveyron et propose une mosaïque de thématiques :
Les musées de patrimoine rural :
- Musée du charroi rural et de l'artisanat local traditionnel à Salmiech, inauguré en 1980, conventionné en 1985 avec le Musée du Rouergue[2] et classé Musée de France en 2002 ;
- Musée des arts et métiers traditionnels de Salles-la-Source, inauguré en 1979 ;
- Musée des mœurs et coutumes à Espalion, inauguré en 1986 ;
- Musée Joseph Vaylet et Musée du Scaphandre à Espalion, créé en 1980[3] ;
- Musée des traditions agricoles du Ségala à Pradinas, créé en 1988[4] ;
- Musée de la vie rurale - musée de la pierre à Saint-Beauzély, inauguré en 1991[5] et membre en 2000 ;
- Musée Damien Bec à Saint Crépin, conventionné en 1992 avec le Musée du Rouergue.

Un musée de patrimoine minier :
- Musée de la Mine Lucien Mazars à Aubin, créé en 1979[6].

Les musées archéologiques :
- Espace archéologique de Montrozier, créé en 1990[7] ;
- Musée archéologique de Sévérac-le-Château, inauguré en 1997.

Les musées de patrimoine littéraire ou d’histoire des idées :
- Maison natale Jean-Henri Fabre de Saint-Léons ;
- Maison natale de François Fabié au Moulin de Roupeyrac à Durenque, membre en 2001.

Aujourd’hui le Conseil départemental de l’Aveyron gère une partie de cette entité historique. Son action est structurée autour de quatre établissements :
- Musée des arts et métiers traditionnels de Salles-la-Source ;
- Musée des Mœurs et Coutumes à Espalion ;
- Musée Joseph-Vaylet et Musée du Scaphandre à Espalion, cogéré par le Conseil départemental de l'Aveyron et l’association Musée Joseph Vaylet & Musée du Scaphandre ;
- Espace archéologique de Montrozier.

Les autres musées, fédérés sous l’appellation musée du Rouergue, sont gérés par les communes d’implantation ou par des associations. La maison natale Jean-Henri Fabre de Saint-Léons est, quant à elle, gérée aujourd’hui par Micropolis.

## Histoire
L’histoire commence, au niveau national, avec l’émergence d’une prise de conscience quant à l’urgence de sauvegarder les objets et les témoignages, face à un monde rural en pleine mutation.
George-Henri Rivière, créateur en 1937 du musée national des Arts et Traditions populaires à Paris et à qui l’on doit l’éveil du regard ethnographique en France est l’instigateur, à partir de 1938, d’une vaste enquête collective et pluridisciplinaire sur ce que l‘on appelait "le folklore des provinces".
C’est ainsi que Jacques Bousquet (1923-2019), relai local et directeur des Archives départementales de l’Aveyron, entreprend en 1954 et 1955 une enquête à partir des questionnaires fournis par Georges-Henri Rivière. Cette enquête est le point de départ d’une vaste collecte d’objets. Ils sont conservés dans un premier temps aux Archives départementales, dans le but de créer un musée folklorique du Rouergue (une région ethnologique, historique et géographique). En 1961, il écrit à l’usage de ses visiteurs « En Rouergue à travers le temps, guide commenté du musée des Archives départementales ». 
Son successeur à la direction des Archives départementales de l’Aveyron, Jean Delmas, poursuit le projet de collecte. Il est le fondateur du Musée du Rouergue en 1970. À partir de cette date, chaque année, des expositions sont proposées aux archives sur une thématique, un métier. Ces expositions sont l’occasion d’enquêtes orales, de collectes organisées d’objets et de recherches dans les archives.
Le musée est officiellement créé en 1978 par la signature de la charte culturelle entre l'État et le Département, qui l’institue Musée du Rouergue et lui attribue deux établissements : un à Salles-la-Source pour représenter les arts et métiers traditionnels et l’autre à Espalion pour les mœurs et coutumes. En quelques années, d’autres musées sont créés et fédérés sous ce nom. 
En 2020, le réseau "Musée du Rouergue" existe toujours administrativement, mais il est devenu une entité historique. La gestion, la valorisation et la promotion d'une partie des établissements du réseau sont désormais promues sous l'appellation "Musées du Conseil départemental de l'Aveyron".

## Galerie

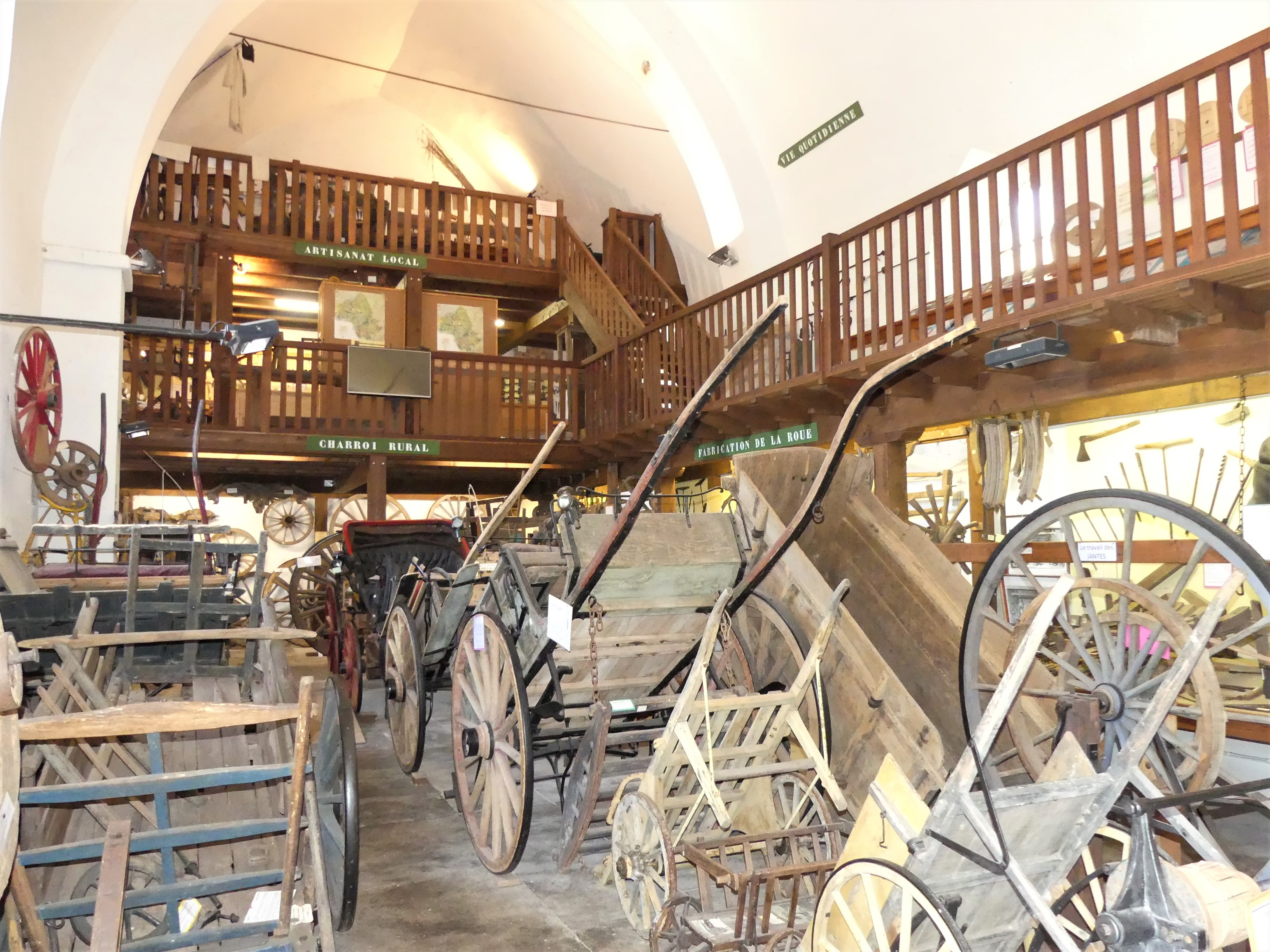
Musée du charroi rural, Salmiech.
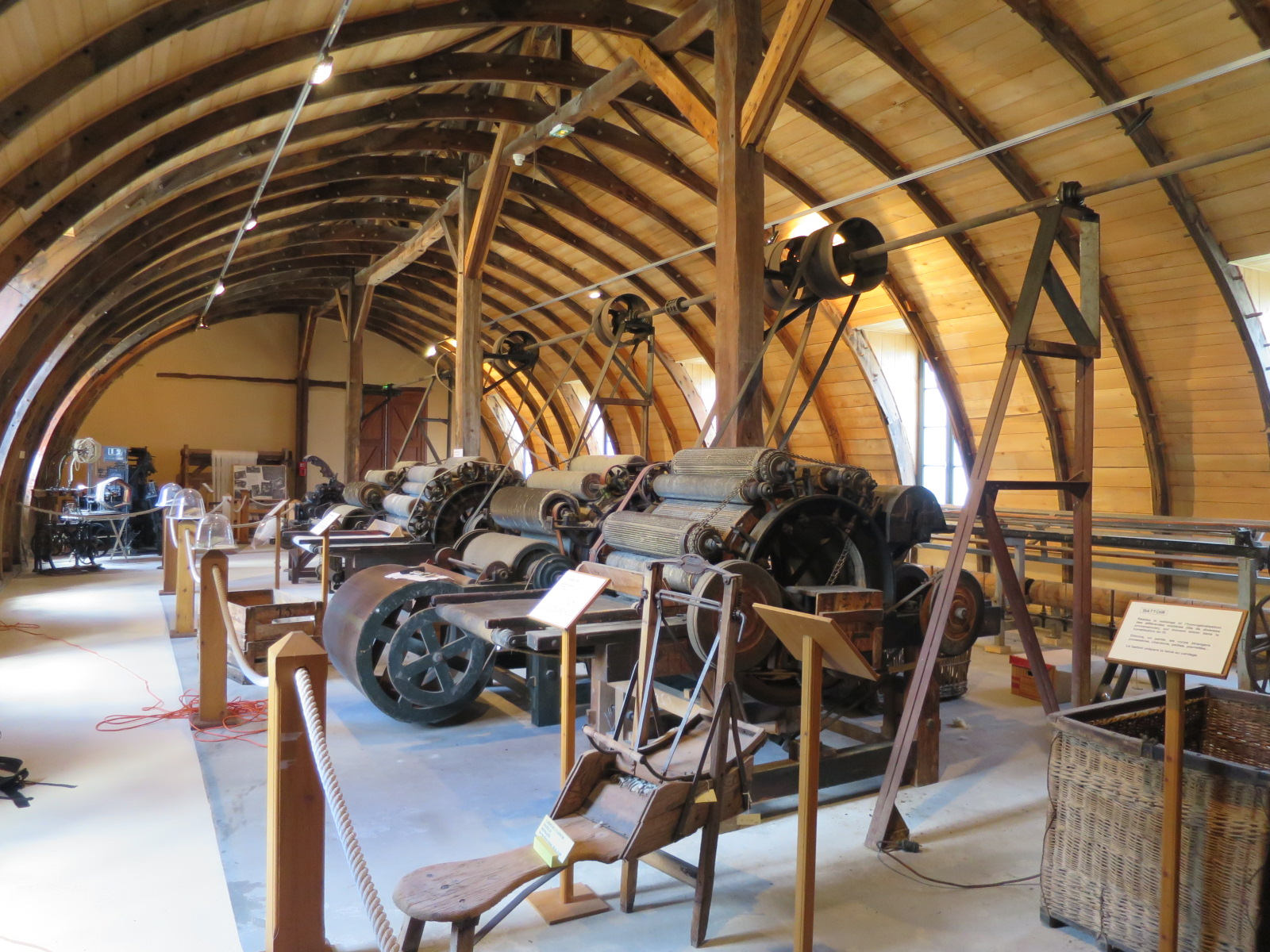
Musée des arts et métiers traditionnels, Salles-la-Source.
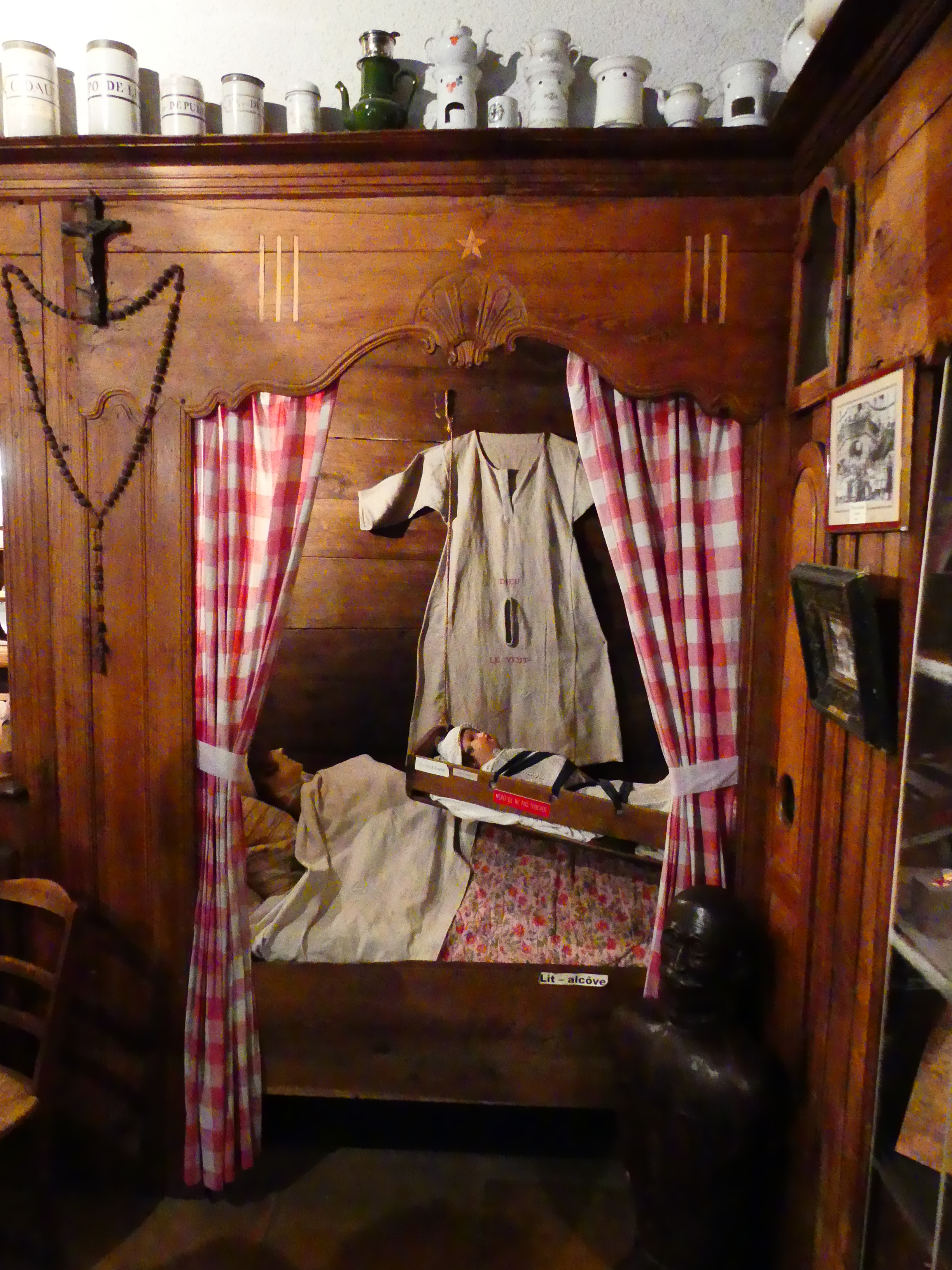
Musée Joseph Vaylet, Espalion.
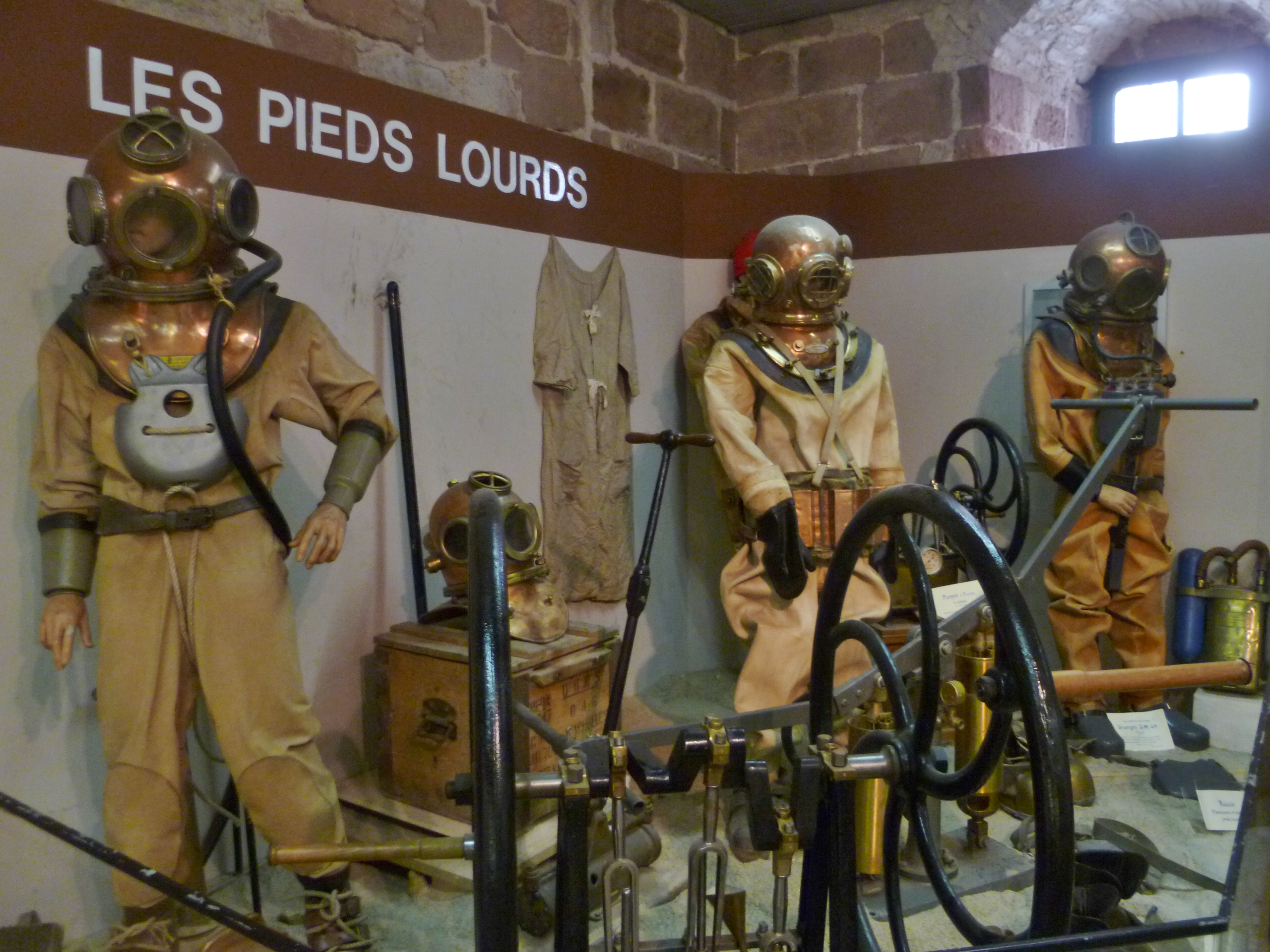
Musée du Scaphandre, Espalion.
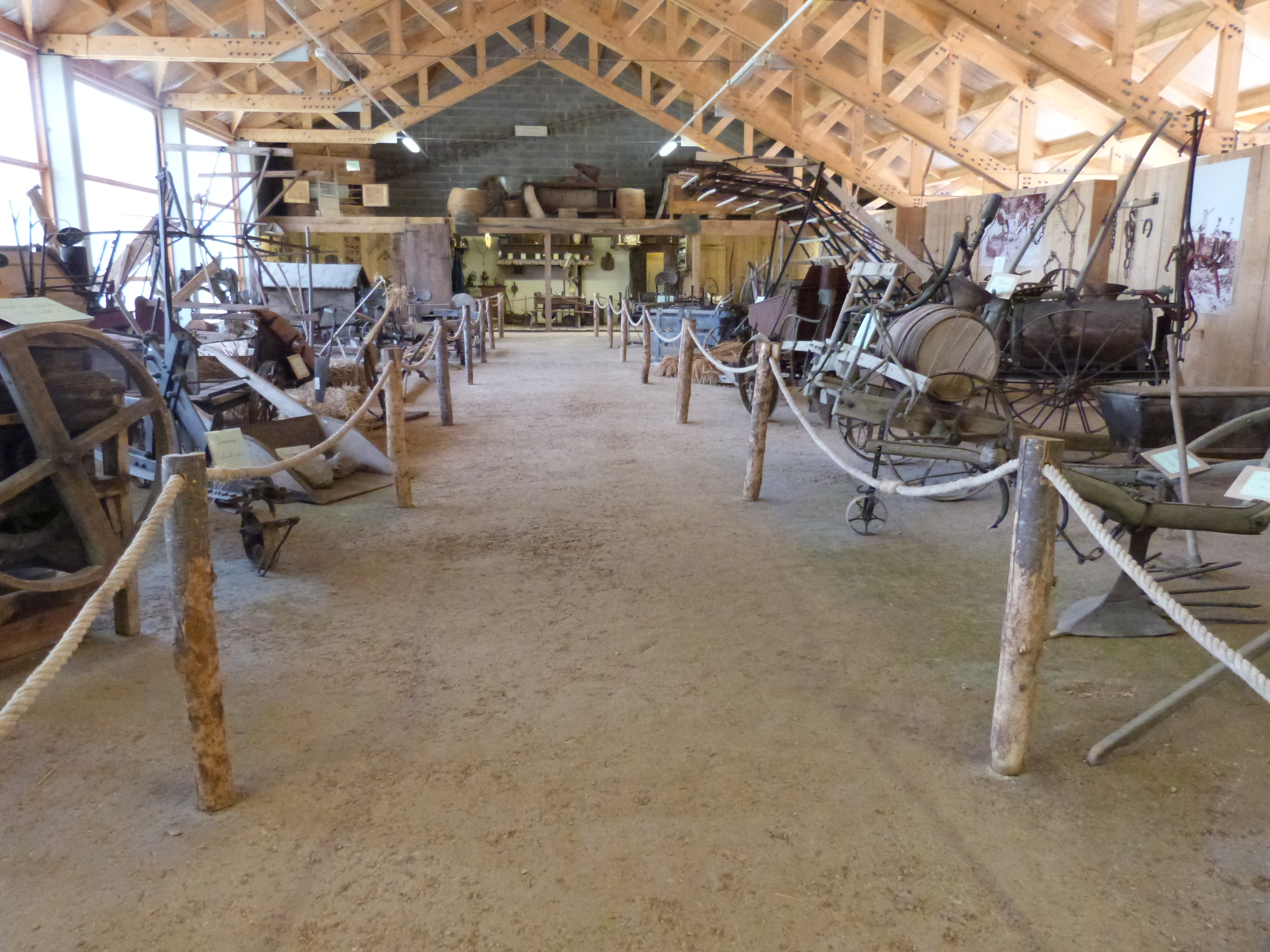
Musée des traditions agricoles du Ségala, Pradinas.
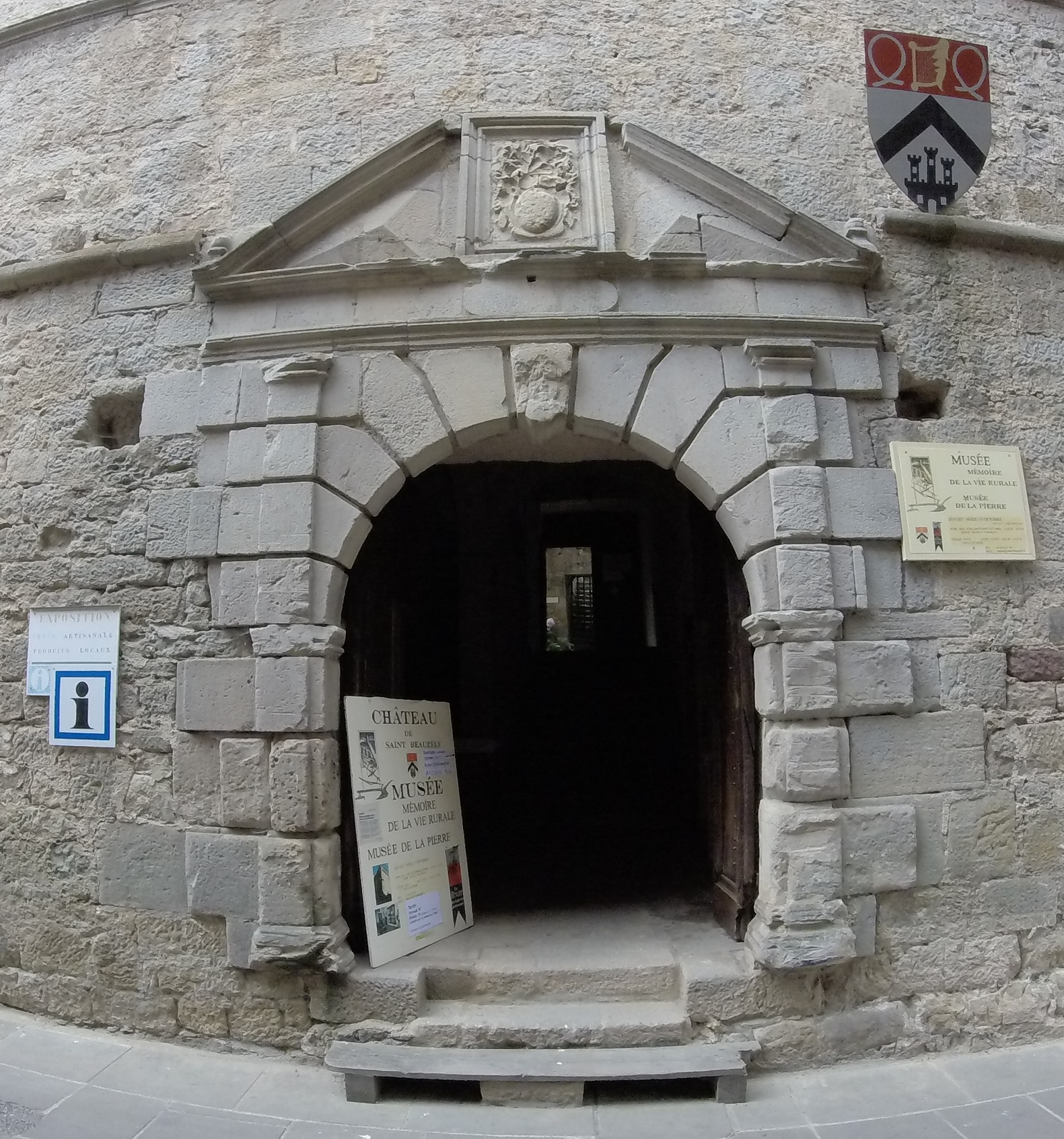
Musée de la pierre et de la vie rurale, Saint-Beauzély.
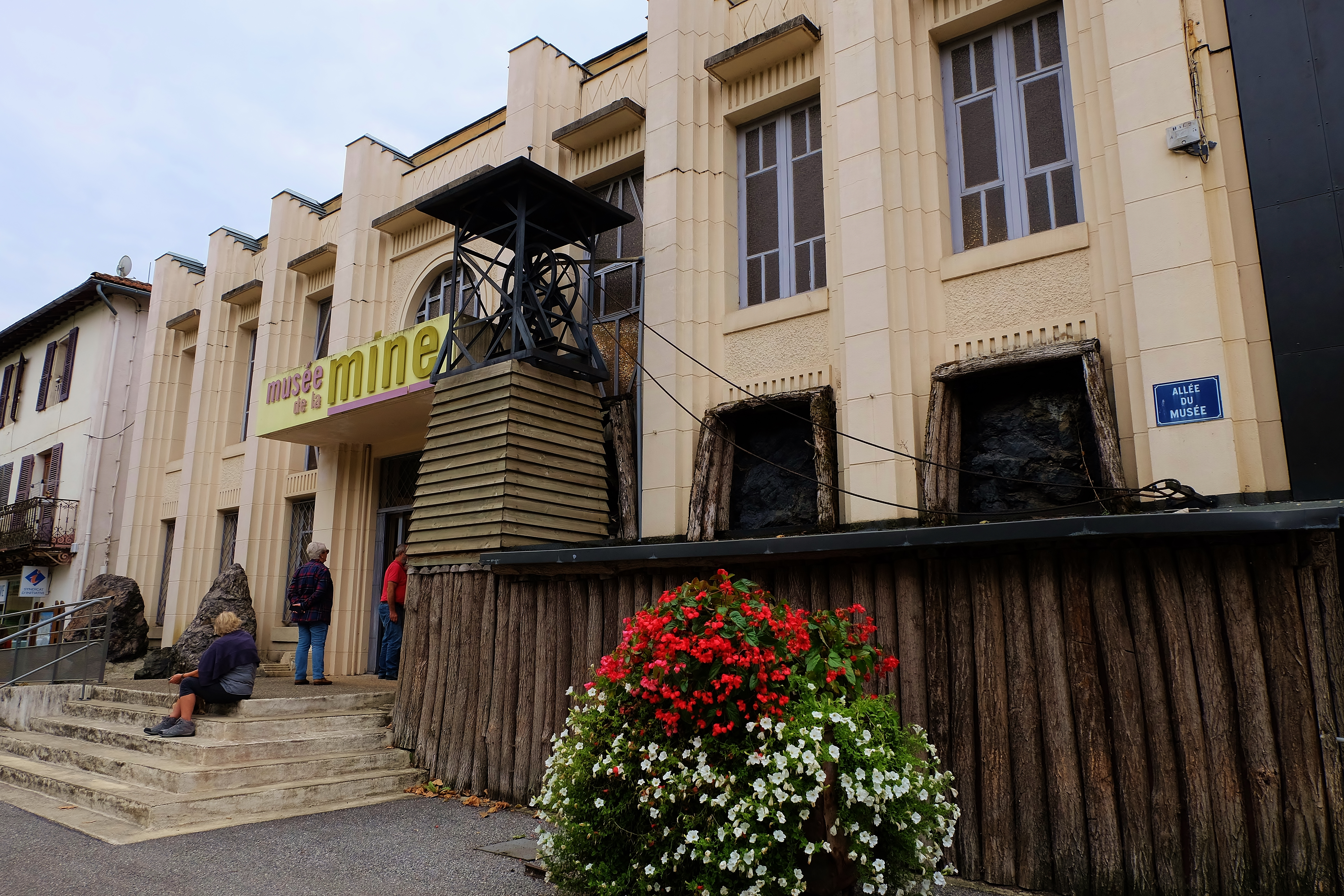
Musée de la Mine Lucien Mazars, Aubin.
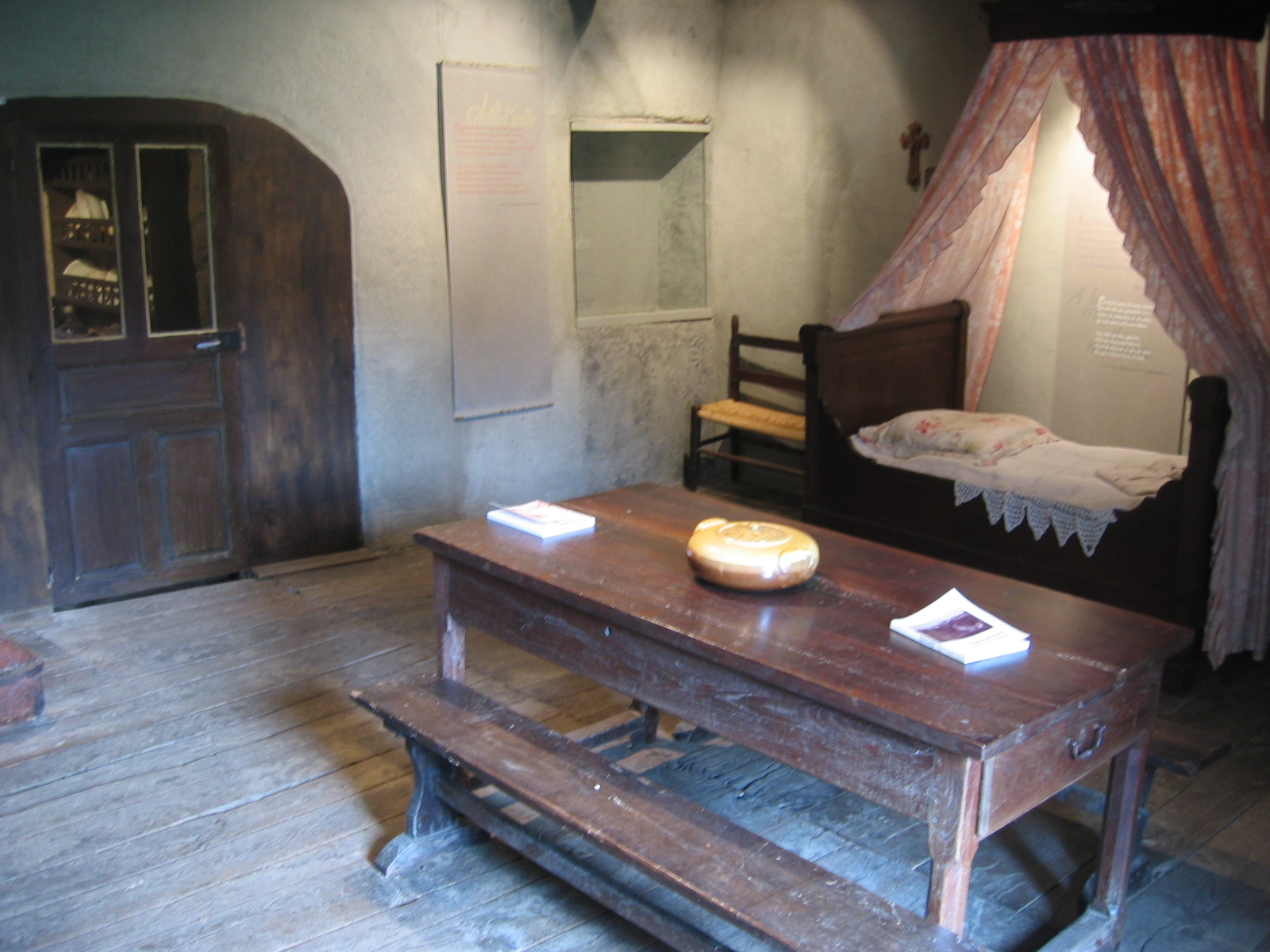
Maison natale de François Fabié au Moulin de Roupeyrac.
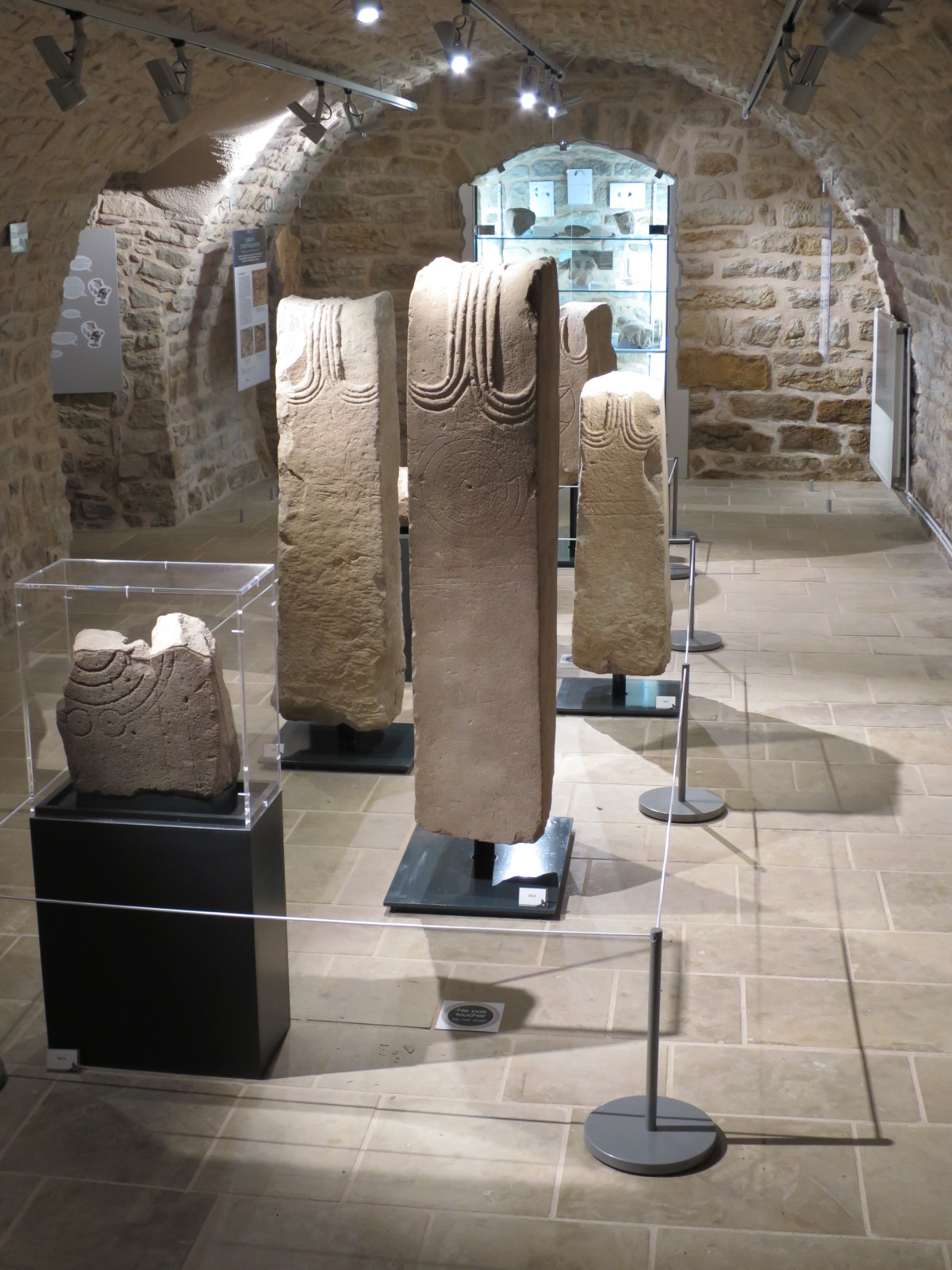
Espace archéologique de Montrozier, exposition "Héros de pierre".